# Khagendra Thapa Magar

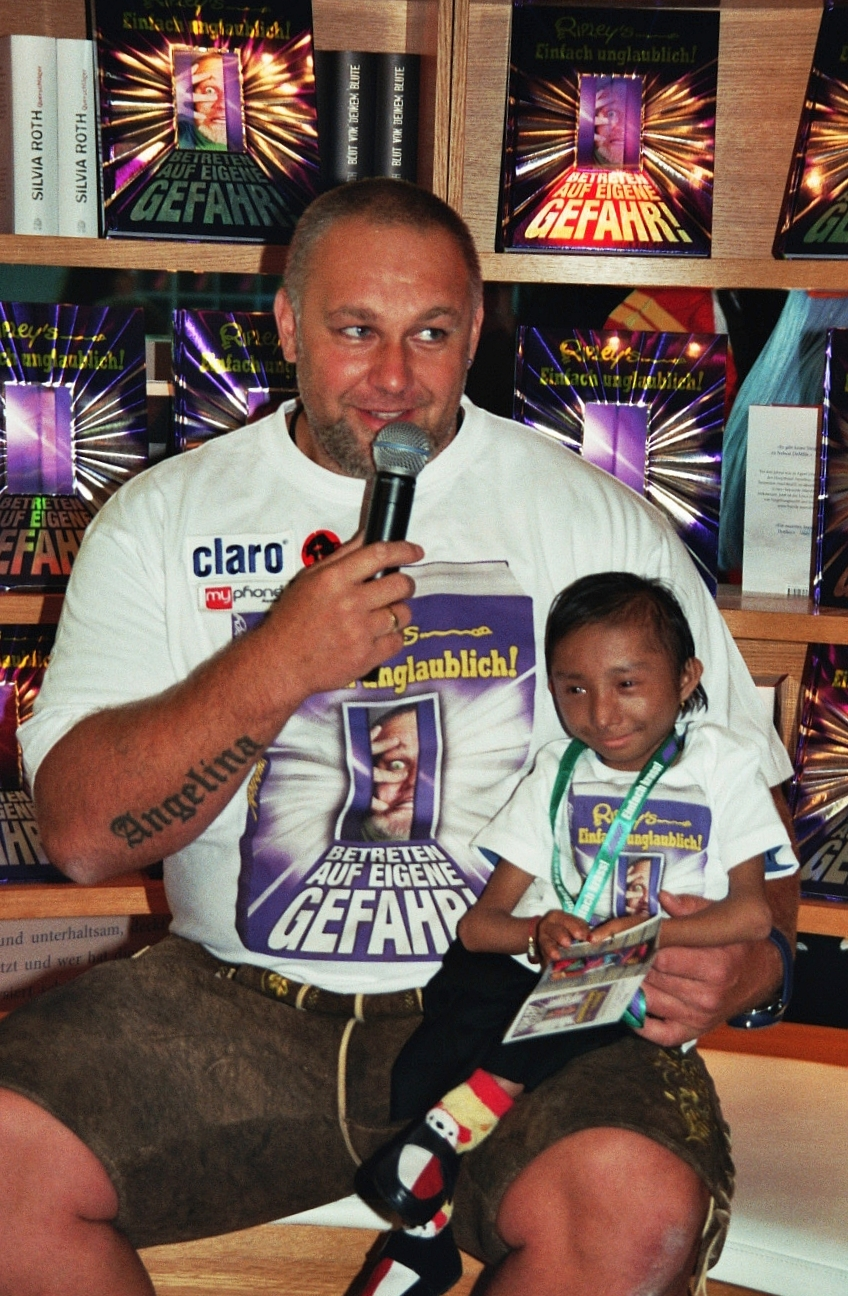
Franz Müllner und Khagendra Thapa Magar, 2011

Khagendra Thapa Magar (* 14. Oktober 1992; † 17. Januar 2020) war von Oktober 2010 bis Juni 2011 der kleinste Mann der Welt. Seine Größe wurde anlässlich seines 18. Geburtstags gemessen und vom Guinness-Buch der Rekorde bestätigt. Der Nepalese war damals 67,08 cm groß und wog 5,5 kg.

## Leben
Bei seiner Geburt wog Khagendra Thapa Magar nach Angaben seines Vaters, des Früchtehändlers Rup Bahadur Thapa Magar, nur 600 Gramm. Im Alter von acht Jahren lernte er zu laufen. Sein Wachstum setzte aus, als er elf Jahre alt war. Ursache für seine geringe Körpergröße ist eine Form des Kleinwuchses  (primordial dwarfism), die 2010 bei etwa einhundert Menschen bekannt war. Weil seine rechte Körperseite langsamer wuchs als seine linke, war seine Haltung seitlich gebeugt. Sowohl sein Vater als auch seine Mutter Dhana Maya sowie sein jüngerer Bruder sind normal groß gewachsen. Er starb am 17. Januar 2020 im Alter von 27 Jahren in einem Krankenhaus an den Folgen einer Lungenentzündung. Seit 2006 lebte er in Pokhara. 

## Karriere
Vor seinem 18. Geburtstag galt er mit 56 Zentimetern als der kleinste Teenager der Welt. 2006 stand der damals 14-jährige Khagendra mit einem Gewicht von 4,5 Kilogramm bereits als leichtester Mensch der Welt im Guinness-Buch der Rekorde. 2009 wurde seine Größe mit 61 Zentimetern angegeben. Khagendra Thapa Magar übernahm den Rekordhalter-Titel als kleinster Mann der Welt mit Eintritt der Volljährigkeit von dem Kolumbianer Edward Niño Hernández, der 70,21 Zentimeter misst und nur sechs Wochen vor Magars Geburtstag zum kleinsten lebenden Mann der Welt gekürt worden war.
Magars Nachfolger als kleinster lebender Mann der Welt wurde mit seinem 18. Geburtstag am 12. Juni 2011 der Philippiner Junrey Balawing (59,93 cm groß), der am 26. Februar 2012 von Chandra Bahadur Dangi (1939–2015) abgelöst wurde, welcher mit lediglich 54,6 Zentimetern als kleinster je vermessener Mensch überhaupt gilt. Da Balawing immobil ist, behielt Khagendra Thapa Magar allerdings den Titel des kleinsten lebenden gehfähigen Mannes der Welt. Dieser ging nach seinem Tod wieder an den Kolumbianer Edward Niño Hernández zurück.